# 奈茲拉
33°5′N 6°3′E / 33.083°N 6.050°E
奈茲拉（阿拉伯语：‎），是阿爾及利亞的城鎮，位於該國東部瓦爾格拉省，由圖古爾特區負責管轄，面積132平方公里，海拔高度68米，2008年人口51,674，人口密度每平方公里390人。